# 25-Euro-Bimetallmünze
Die 25-Euro-Bimetallmünzen sind aus Silber und Niob bestehende österreichische Gedenkmünzen. Der Niobkern der Münze ist bei jeder Münze anders gefärbt. 

## Geschichte
2003 prägte die Münze Österreich erstmals Bimetallmünzen in der Metallkombination Silber und Niob. Interessant als Münzmetall ist Niob vor allem durch die vom Technologiezentrum Plansee der Planseewerke in Reutte in Tirol entwickelte Methode, den aus Niob gefertigten Bestandteil der Münze durch anodische Oxidation einzufärben. Der jeweils erzielte Farbeffekt hängt von der Dicke der Oxidschicht ab. In Österreich sind diese Sondermünzen gesetzliches Zahlungsmittel. Im restlichen Euro-Ausland gelten sie lediglich als Sammlermünzen.

## Münzen
Jede Münze besteht aus einem Ring aus 10 g Silber (90 % Silber und 10 % Kupfer) und einem Kern aus 7,15 g Niob. Seit 2007 wiegt der Kern nur noch 6,5 g. Der Gesamtdurchmesser beträgt 34 Millimeter. Wegen des großen Interesses von Sammlern wurde die Auflage ab der dritten Münze (i. e. „Auflage“) von 50.000 auf 65.000 Stück erhöht.
| Erstausgabetag   | Münze | Bild                                | Bild                                |
| ---------------- | --- | ----------------------------------- | ----------------------------------- |
| 29. Jänner 2003  | 700 Jahre Stadt Hall Die Aversseite der Münze zeigt einen Erdbeobachtungssatelliten bei der Vermessung der Stadt Hall in Tirol mit einem perspektivisch verzerrten Stadtplan der Stadt. Im silbernen Ring finden sich die beiden Aufschriften „Hall in Tirol 2003“ und „Republik Österreich 25 Euro“. Gestaltet wurde diese Seite von Herbert Wähner. Die Reversseite trägt auf der Niob-Pille das Motiv eines 1486 in Hall geprägten Guldiners, des ersten Talers. Dargestellt ist dieser Guldiner allerdings seitenverkehrt, um den Eindruck eines Prägestempels zu erwecken. Der Silberring trägt die Aufschrift „700 Jahre Stadt Hall in Tirol“. Diese Seite wurde von Helmut Andexlinger gestaltet. Von dieser Münze mit blauem Kern wurden 2003 50.000 Münzen in der Qualität Handgehoben geprägt. | 700 Jahre Hall Wertseite            | 700 Jahre Hall Bildseite            |
| 18. Februar 2004 | 150 Jahre Semmeringbahn Die von Thomas Pesendorfer gestaltete Aversseite der Münze zeigt in der oberen Hälfte die so genannte „Taurus“-Lokomotive der Baureihe 1016, die derzeit modernste Hochleistungslokomotive der ÖBB, sowie eine von Wilhelm Freiherr von Engerth konstruierte Dampflokomotive. Unterhalb dieser Stütztenderlokomotive befindet sich das Ausgabejahr „2004“. Der silberne Außenring trägt die Schriftzüge „Republik Österreich“ und „25 Euro“. Die Reversseite wurde von Helmut Andexlinger mit dem Motiv einer auf dem Viadukt über die so genannte Kalte Rinne der Semmeringbahn bergwärts fahrenden Dampflok der Baureihe ÖBB 95. Den Hintergrund bilden das dort befindliche Tunnelportal sowie die Berg- und Waldlandschaft. Der Silberring trägt die Aufschrift „150 Jahre Semmeringbahn“. Von dieser Münze mit grünem Kern wurden 2004 50.000 Münzen in der Qualität Handgehoben geprägt. | 150 Jahre Semmeringbahn Wertseite   | 150 Jahre Semmeringbahn Bildseite   |
| 9. März 2005     | 50 Jahre Fernsehen Die von Helmut Andexlinger gestaltete Aversseite zeigt auf der Niob-Pille jenes Testbild, das in den ersten Jahren des Fernsehens in Österreich vor Sendebeginn und nach Sendeschluss gesendet wurde, um Schärfeeinstellungen und Kalibrierungen des Fernsehbilds durchführen zu können. Auf dem Silberring ist der Schriftzug „Republik Österreich 25 Euro“ zu lesen. Auf der von Helmut Andexlinger gestalteten Reversseite stellt der Niob-Kern eine Weltkugel dar, vor dem sich eine analoge Fernsehantenne befindet. Auf dem silbernen Außenring befinden sich ein Fernsehgerät aus den 1950er-Jahren und eine Fernsehkamera aus den 1970er-Jahren. An die Darstellung eines modernen Schneideraums grenzen drei Satellitenschüsseln, welche die Digitalisierung des Fernsehens symbolisieren. Zu lesen ist der Schriftzug „50 Jahre Fernsehen“. Von dieser Münze mit violettem Kern wurden 2005 65.000 Münzen in der Qualität Handgehoben geprägt. | Fernsehen Wertseite                 | Fernsehen Bildseite                 |
| 1. März 2006     | Europäische Satellitennavigation Die Aversseite wurde von Herbert Wähner gestaltet und zeigt auf der Niob-Pille eine Windrose. Überschrieben ist diese mit den Koordinaten der Münze Österreich AG in Wien Am Heumarkt sowie dem Prägejahr. Der silberne Ring trägt den Schriftzug „Republik Österreich 25 Euro“. Die von Thomas Pesendorfer gestaltete Reversseite ist im Niob-Teil als Weltkugel gestaltet, auf der die Laufbahnen von Satelliten eingezeichnet sind. Der Silberring zeigt neben dem Schriftzug „Europäische Satellitennavigation“ ein Flugzeug, ein Containerschiff, einen LKW, ein Einsatzfahrzeug sowie das Triebfahrzeug eines Hochgeschwindigkeitszugs. Anlass für diese Münze ist das europäische Satellitennavigationssystem Galileo. Von dieser Münze mit goldbraunem Kern wurden 2006 65.000 Münzen in der Qualität Handgehoben geprägt. | Satellitennavigation Wertseite      | Satellitennavigation Bildseite      |
| 28. Februar 2007 | Österreichische Luftfahrt Die Aversseite wurde von Herbert Wähner entworfen und zeigt das Innere eines Cockpits eines modernen Passagierflugzeugs. Der Silberring trägt die Schriftzüge „Republik Österreich“, „2007“ und „25 Euro“. Die von Thomas Pesendorfer gestaltete Reversseite zeigt Igo Etrich als Seitenansicht in der Etrich Taube sitzend. Darüber ist die Etrich-Taube in einer Gesamtansicht abgebildet und dazwischen befindet sich eine Ansicht des Motorgleiters Zanonia III, mit dem man 1907 Probeflüge unternahm. Der silberne Außenring trägt die Schriftzüge „Luftfahrt in Österreich“ sowie ein Autogramm von Igo Etrich. Die Auflage betrug 65.000 Stück in der Qualität Handgehoben. | Österreichische Luftfahrt Wertseite | Österreichische Luftfahrt Bildseite |
| 12. März 2008    | Faszination Licht Als Motiv der Aversseite wurde ein Laternenanzünder bei seiner Tätigkeit an einer Gaslaterne, wie sie nach 1800 in Wien üblich war, gewählt. Den Hintergrund bildet das neue Rathaus von Wien, das immer strahlend angeleuchtet wird. Der Silberring trägt die Aufschriften „Republik Österreich“ und „25 Euro 2008“. Die Reversseite zeigt links ein angeschnittenes Porträt von Carl Auer von Welsbach. Das Zentrum der Niob-Pille bildet eine stilisierte Sonne, die von verschiedenen Quellen künstlichen Lichts (Gasglühstrumpf, Glühbirnen, Energiesparlampe, Neonlicht, Halogenlicht, LED-Chip und Leuchtdiode) umgeben ist. Von dieser Münze mit grell grünem Kern wurden 2008 65.000 Münzen in der Qualität Handgehoben geprägt. Die letzte der 65.000 Münzen wurde von Brigitte Ederer, der Vorstandsvorsitzenden der Siemens AG Österreich, geprägt. Mit ihrer Wahl wollte man die Kombination moderner Hochtechnologie und der Faszination des Lichts unterstreichen. Ob man dabei auch die frühere politische Funktion von Brigitte Ederer als Finanzstadträtin von Wien und damit die Verbindung zum Geld im Auge hatte, ist nicht bekannt. | Faszination Licht Wertseite         | Faszination Licht Bildseite         |
| 11. März 2009    | Jahr der Astronomie Auf der Aversseite entspricht die gelbe Niob-Pille der Oberfläche des Mondes, während im silbernen Ring die teilweise vom Mond verdeckte Erde sichtbar wird. Die optische Verbindung zwischen den beiden verschiedenfarbigen Metallen stellt eine Raumsonde dar. Eingegrenzt zwischen der angeschnittenen Erdkugel und der Sonne findet sich auf dem Silberteil der Münze der Schriftzug „republik österreich“ und zwischen Sonne und Raumsonde die Wertbezeichnung „25 euro“. Auf dem Niob-Mond findet sich in Form eines ¾-Kreises der Schriftzug „rückseite des mondes“. Links auf der Reversseite findet sich ein Ausschnitt eines Porträts von Galileo Galilei. Im Niob-Teil findet sich eine Mondzeichnung des Astronomen mit dem Schriftzug „jahr der astronomie“. Auf dem Silberring befinden sich die beiden Jahreszahlen „2009“ und „1609“ sowie Darstellungen verschiedener Teleskope, beginnend bei Galileo Galilei bis zu einem Weltraumteleskop. Am rechten Münzrand ist eine Darstellung der Sternwarte von Stift Kremsmünster in Oberösterreich zu sehen. Gestaltet wurden beide Seiten der Münze von Herbert Wähner. Geprägt wurden von dieser Münze 65.000 Stück in der Qualität Handgehoben.                                                        | Astronomie Wertseite                | Astronomie Bildseite                |
| 10. März 2010    | Erneuerbare Energie Die Vorderseite der Münze zeigt einen Baum als Symbol für den Kreislauf der Natur und ihrer Energiequellen. Eine Spirale, die sich vom fest in der Erde wurzelten und für ein funktionierendes Ökosystem stehenden Baum wegwindet, stellt die vier Elemente Luft, Wasser, Feuer und Erde dar. Die Sonnenstrahlen bringen die Wärme, die Baum fallenden Blätter liefern gemeinsam mit dem Wasser die Nährstoffe. Die obere Hälfte des silbernen Münzringes trägt den Schriftzug „Republik Österreich 25 Euro“, während der Baum als Hauptmotiv den blauen Niob-Kern sowie die untere Hälfte des Silberrings in Anspruch nimmt. Die Rückseite der Münze zeigt eine stilisierte Weltkugel, vor der sich eine Pelton-Turbine befindet. Mit Pfeilen wird die Gewinnung von Erdwärme angedeutet und der angeschnittene Rotor einer Windkraftanlage steht für die Windkraft. Die Solarenergie wird durch Sonnenstrahlen und Solarzellen dargestellt. Die untere Hälfte des Silberrings trägt den Schriftzug „Erneuerbare Energie“. Beide Münzseiten wurden von Helmut Andexlinger entworfen. Die Auflage betrug 65.000 Stück in der Qualität Handgehoben. | Erneuerbare Energie Wertseite       | Erneuerbare Energie Bildseite       |
| 16. März 2011    | Robotik Die Wertseite ist Leonardo da Vincis vitruvianischem Menschen nachempfunden. Dessen Platz nimmt hier allerdings ein Roboter ein, der im roten Niobkern das Ideal der Körperproportionen versinnbildlicht. Seine Arme und Beine grenzen an den Übergang zum Silberring. In der unteren Hälfte der Münze sind links ein Binärcode zur digitalen Codierung von Informationen und rechts drei Zahnräder abgebildet. Gemeinsam symbolisieren diese Illustrationen das Zusammenspiel von Elektronik und Mechanik, das für den Betrieb eines Roboters entscheidend ist. Auf der Rückseite sieht man eine Marslandschaft. Ein Marsroboter – ausgestattet mit sechs Rädern, Kollektoren zur Erzeugung von Solarstrom, einer Kamera und einem Bohrsystem – nimmt gerade eine Tiefenbohrung vor. Der Silberring ist als Sternenhimmel gestaltet, am rechten Rand sieht man die Erdkugel. Ebenfalls rechts werden Niobkern und Silberring von einem Koordinationssystem überlagert. Die Wertseite wurde von Helmut Andexlinger entworfen, die Reversseite von Thomas Pesendorfer. Die Auflage beträgt 65.000 Stück ausschließlich in der Sonderqualität Handgehoben. | Robotik Wertseite                   | Robotik Bildseite                   |
| 22. Februar 2012 | Bionik Die Vorderseite der Münze zeigt eine Nautilusschnecke im Querschnitt sowie ein Adler mit ausgebreiteten Schwingen. Im silbernen Rand ist ein Haifisch, ein Lotusblume und ein Flugzeug abgebildet. Die Jahreszahl 2012 ist mit der Wertbezeichnung „25 Euro“ im Niobkern geprägt, im silbernen Rand befindet sich „Republik Österreich“. Die Rückseite der Münze zeigt eine Abbildung der Radiolaria sowie Details von Anwendungen der Bionik in der Architektur. Die obere Hälfte des Silberrings trägt den Schriftzug „Bionik“. Die Münze wurde von Thomas Pesendorfer und Herbert Wähner entworfen. Die Auflage betrug 65.000 Stück in der Qualität Handgehoben. | Bionik Wertseite                    | Bionik Bildseite                    |
| 23. Jänner 2013  | Tunnelbau Die Vorderseite der Münze zeigt eine Tunnelbohrmaschine. Die Rückseite der Münze zeigt ein Portal eines zweiröhrigen Tunnels. Die untere Hälfte des Silberrings trägt den Schriftzug „Tunnelbau“. Die ersten Tunnelbauten waren noch mit dem aus dem Bergbau verwendeten Konstruktionen errichtet worden und es zogen mehr als 100 Jahre ins Land, bis Ladislaus von Rabcewicz 1962 eine bahnbrechende neue Methode vorstellte. Unter dem Namen „Neue Österreichische Tunnelbaumethode“ setzte sie einen Meilenstein in der Entwicklung des modernen Tunnelbaus und ist heute weltweit bekannt und in zahlreichen internationalen Bauprojekten umgesetzt. Die Münze wurde von Herbert Wähner entworfen. Die Auflage betrug 65.000 Stück in der Qualität Handgehoben. | Tunnelbau Wertseite                 | Tunnelbau Bildseite                 |
| 22. Jänner 2014  | Evolution / Revolution in zwei Farben Erstmals mit zweifarbigem Niobkern in dunkelgrün und dunkelblau. Die Vorderseite der Münze zeigt verschiedene Elemente aus Evolution und Medizin, unter anderem einen DNA-Strang, Mikroskop und andere. Die Rückseite der Münze zeigt in drei Elementen den Übergang vom Affen zum Menschen. Im Rand sind weitere Evolutionsschritte von DNA-Strang über Frosch und Vogel. Die Münze wurde von Helmut Andexlinger entworfen. Die Auflage betrug 65.000 Stück in der Qualität Handgehoben. | Evolution Wertseite                 | Evolution Bildseite                 |
| 21. Jänner 2015  | Kosmologie Die Vorderseite der Münze zeigt einen Blick ins Weltall mit Sternen, dem Saturn, weiteren Planeten, aber auch die Raumsonde Rosetta, welche erstmals einen Kometen umrundet. Die Rückseite der Münze zeigt das Modell des European Extremely Large Telescops sowie die Umlaufbahn von Planeten. Die Münze wurde von Helmut Andexlinger entworfen. Die Auflage betrug 65.000 Stück in der Qualität Handgehoben. | Kosmologie Wertseite                | Kosmologie Bildseite                |
| 9. März 2016     | Die Zeit Die Vorderseite zeigt im Niob das Blatt einer Uhr mit römischen Ziffern. Weiter innen sind die zwölf Sternzeichen platziert. Im rechten unteren Viertel des Silberrings sieht man Zahnräder. Am äußeren Rand wird eine Minute visualisiert. Auf der Rückseite dominieren Zahnräder im Niob. Am linken Pillenrand wurde eine Sonne in ein solches eingefügt; am rechten eine Sanduhr. Vom oberen Teil der Pille verläuft eine Zeitspirale in den silberfarbenen Ring hinein. Am linken Münzrand ist der Mond abgebildet. Die rechte Münzhälfte widmet sich den Zeitzonen. Für Wien wurde die Uhrzeit vom Avers übernommen. Für Tokio und New York wurde die dementsprechende Zeitverschiebung berechnet. Die Münze wurde von Helmut Andexlinger entworfen. Die Auflage betrug 65.000 Stück in der Qualität Handgehoben. | Die Zeit Wertseite                  | Die Zeit Bildseite                  |
| 7. Juni 2017     | Der Mikrokosmos Die Wertseite zeigt im himbeerrot und grasgrünen Niob einen Schmetterling mit ausgebreiteten Flügeln. Darüber befindet sich ein Atom-Symbol. Links sind Teile einer Molekülkette zu sehen, die vom Silberring ausgehend in den Niobteil reichen. Die Motive im Silberring zeigen vergrößerte Details des Hauptmotivs. Rechts beginnend: der Ausschnitt eines Schmetterlingsflügels, dann im Uhrzeigersinn: die Vergrößerung desselben unter einem Mikroskop sowie die unter einem Elektronenmikroskop, weiters Zellstrukturen, schließlich eine Zelle mit Zellkern. Auf der Rückseite spannt sich das Fragment einer Zelle über die Pille, darin, oben beginnend: ausschnittweise ein Strahlentierchen, dann im Uhrzeigersinn ein tetraedrisch angeordnetes Molekül, die Vollansicht eines Strahlentierchens sowie eine Biene. Innerhalb eines Hexagons platziert, ist rechts im Silberring der Aufbau eines Virus mit Membranhülle zu sehen. Im Uhrzeigersinn folgen Polioviren, dann wendelförmige Spirillen und Kokken, weiters ein Strahlentierchen und ein Zellteilungsprozess. Neben den drei Sechsecken sind Moleküle angedeutet. Die Münze wurde von Helmut Andexlinger und Herbert Wähner entworfen. Die Auflage betrug 65.000 Stück in der Qualität Handgehoben. | Der Mikrokosmos Wertseite           | Der Mikrokosmos Bildseite           |
| 6. Juni 2018     | Anthropozän Der Silberring auf der Wertseite zeigt Lebewesen aus verschiedenen Erdzeitaltern: ein Ammonitfossil (Trias), einen Vertreter aus der Familie der Tarsophlebiidae (Jura), einen Triceratops (Kreide), eine Säbelzahnkatze (Tertiär), einen Mammut und einen Mensch (Quartär) sowie das Wort Anthropozän. Im Niob-Innenteil sieht man Fußabdrücke auf der Weltkugel (Europa und Teile Asiens und Afrikas), sie symbolisieren die Spuren, die wir Menschen auf unserem Planeten bereits hinterlassen haben. Auf der Rückseite ist auf dem Niob-Innenteil der Mensch in den Mittelpunkt gestellt. Dieser ist von zwei Laubbäumen flankiert. Im Hintergrund die Weltkugel (Amerika). Im Ring sind, rechts beginnend, dann im Uhrzeigersinn, zu sehen: eine Fabrik (steht für die Industrie), Pflanzenreihen (Monokulturen), Atommeiler und Strommast (Energie), das Logo PET01 (Kunststoff Polyethylenterephthalat und Recycling-Code). Die Münze wurde von Helmut Andexlinger und Herbert Wähner entworfen. Die Auflage betrug 65.000 Stück in der Qualität Handgehoben. | Anthropozän Wertseite               | Anthropozän Bildseite               |
| 12. Juni 2019    | Künstliche Intelligenz Die Wertseite der Münze zeigt im Innenteil aus Niob den Kopf eines humanoiden Roboters und einen Prozessor, von dem aus Leiterbahnen in den Silberring reichen. Auf der Rückseite sind im Ring mit künstlicher Intelligenz im Zusammenhang stehende Entwicklungen symbolhaft dargestellt. Zu sehen sind Symbole für E-Health, Smart Machines, Prozessorentwicklung, Digitalisierung, Datenanalyse und künstliche neuronale Netze. Neuronale Synapsen reichen vom Silberring in den Niobteil, wo sie auf einen Binärcode treffen. Im rechten Innenteil ist der Schattenriss eines Kopfes zu sehen. Die Münze wurde von Helmut Andexlinger und Herbert Wähner entworfen. Die Auflage betrug 65.000 Stück in der Qualität Handgehoben. | Künstliche Intelligenz Wertseite    | Künstliche Intelligenz Bildseite    |
| 11. März 2020    | Der gläserner Mensch Die Wertseite zeigt im Niobkern ein menschliches Auge, das einerseits für Überwachung steht, andererseits auf die biometrische Methode der Iriserkennung verweist. Der Ring aus Silber ist einem Kameraobjektiv nachempfunden. Das Auge besitzt zwei Ebenen: Die untere besteht aus einem Relief, das grünlich schimmert. Darüber legt sich ein „zweites“ Auge, ein violettes. Es ist wie ein Logo gestaltet. Das gibt dem Motiv Tiefe. Der Blick fesselt und irritiert. Auf der Rückseite steht der Mensch unter Beobachtung einer Kamera, wie es das REC-Symbol und die eingeblendete Laufzeit 20:20 erkennen lassen. Im Niob ist eine von mehreren menschlichen Silhouetten in den Vordergrund gerückt. Aus ihr entstehen einzelne Quadrate. Diese symbolisieren die persönlichen Daten, die über eine Person gesammelt werden. Die Münze wurde von Helmut Andexlinger und Herbert Wähner entworfen. Die Auflage betrug 65.000 Stück in der Qualität Handgehoben. | Der gläserner Mensch Wertseite      | Der gläserner Mensch Bildseite      |
| 10. März 2021    | Mobilität der Zukunft Die Wertseite zeigt im Niobkern das Modell eines Flugtaxis. In den Silberring hinein wird es immer mehr zur Skizze. So soll der visionäre Charakter dieser Idee unterstrichen werden. Auf der anderen Seite wird ein ökologisch nachhaltiger, entschleunigter Aspekt von Mobilität thematisiert. Grundgedanke ist hier das sogenannte Superblock-Konzept. Bei diesem werden Häuser ähnlich einer Gartenstadt zusammengefasst, der Verkehr an deren Rand verlegt. Die Münze wurde von Helmut Andexlinger und Herbert Wähner entworfen. Die Auflage betrug 65.000 Stück in der Qualität Handgehoben. | Mobilität der Zukunft               | Mobilität der Zukunft               |
| 16. März 2022    | Leben im All Auf der Wertseite wird der veilchenviolette Niobkern dominiert von einem riesenhaften Alien, der auf die Erde wie auf einen Spielball blickt. Im linken Rund ist die berühmte Drake-Gleichung (mit fe statt fl) zu lesen. Sie soll schätzen helfen, wie hoch die Anzahl intelligenter Zivilisationen in der Milchstraße sein könnte. Im Niobkern der anderen Seite sind manche der Faktoren dargestellt, die Leben auf anderen Planeten begünstigen würden: CO2 (Kohlendioxid), eine Pflanze steht für Vegetation, O2 (Sauerstoff), Wolken symbolisieren eine Atmosphäre, CH4 (Methan) sowie Wassertropfen. Bildseite: „CO2“ (Kohlendioxid), Pflanze, „O2“ (Sauerstoff), Wolken, „CH4“ (Methan), Wassertropfen Die Münze wurde von Anna Rastl entworfen. Die Auflage betrug 65.000 Stück in der Qualität Handgehoben. | Mobilität der Zukunft               | Mobilität der Zukunft               |